# Corpo luteo

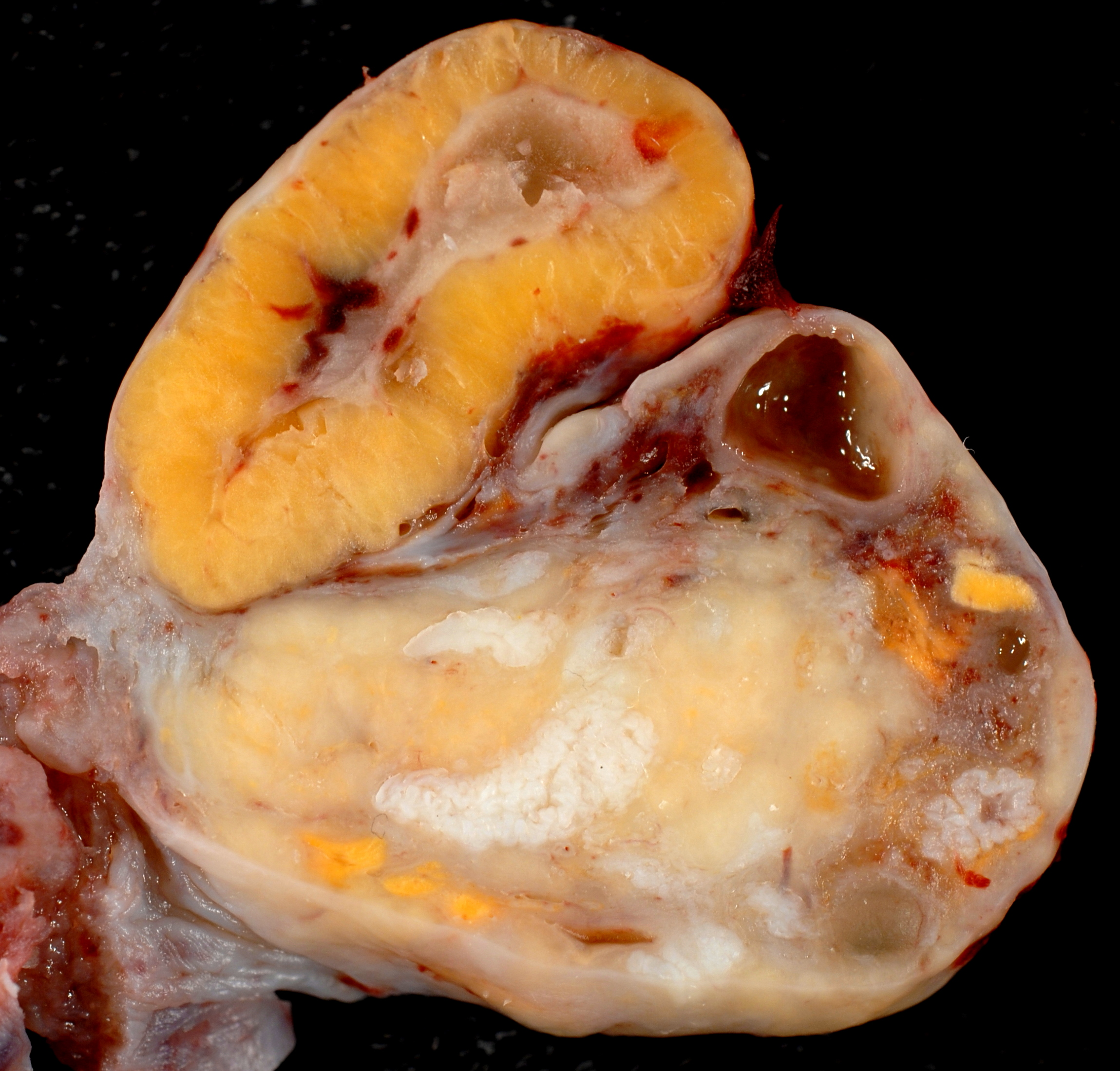
Corpo luteo

Il corpo luteo è una ghiandola endocrina temporanea la cui funzione principale è quella di produrre progesterone e, in quantità minori, estradiolo, estrogeni e inibina A. Sono i resti del follicolo ovarico che ha rilasciato un ovulo maturo durante una precedente ovulazione.

## Sviluppo e struttura
Il corpo luteo si sviluppa da un follicolo ovarico durante la fase luteinica del ciclo mestruale, in seguito al rilascio di un ovocita secondario dal follicolo durante l'ovulazione. Il follicolo forma un corpo emorragico prima che diventi un corpo luteo, ma il termine si riferisce alla raccolta visibile del sangue, lasciato dopo la rottura del follicolo, che secerne il progesterone. Mentre l'ovocita (dopo lo zigote in caso di fecondazione) attraversa la tuba di Falloppio nell'utero, il corpo luteo rimane nell'ovaio.
Le cellule della granulosa, rimaste sull'ovaio in seguito all'espulsione dell'ovocita, iniziano ad accumulare quantità crescenti di proteine, lipidi, e un pigmento carotenoide, la luteina, che gli conferisce un aspetto giallastro.
Questi processi di ipertrofia ne fanno aumentare le dimensioni fino a 30 mm.
Il mantenimento del corpo luteo è sostenuto dall'ormone luteinizzante (LH), dalla prolattina e dall'estradiolo.
Se non avviene la fecondazione dell'uovo e l'impianto del blastomero nell'utero, il corpo luteo vive per 14 giorni e poi degenera rapidamente. Questa distruzione (luteolisi) avviene con un collasso delle cellule luteiniche, ischemia e progressiva morte cellulare, seguita dall'arresto della secrezione di progestinici. La cicatrice che resta sull'ovaio ha colore biancastro e prende il nome di corpo albicante (corpus albicans).
La luteolisi è un processo di degenerazione programmata a scadenza fissa che può essere disinnescata solo dall'intervento dell'ormone gonadotropina corionica umana, secreto dalle cellule del corion embrionale, che provvede al mantenimento del corpo luteo, molto importante nella prima parte della gravidanza (fino alla comparsa della placenta definitiva).
Se il corpo luteo viene salvato dalla luteolisi continua a produrre progesterone ed estrogeni, ormoni che hanno un effetto inibitore su ipotalamo e ipofisi reprimendo quindi la produzione di FSH e LH.
In questo modo non si raggiunge la concentrazione soglia di questi ormoni perché altri follicoli primari possano raggiungere l'ovulazione, sopprimendola del tutto.
È su questo stesso principio che si basa il funzionamento della pillola anticoncezionale che può essere definita come un corpo luteo artificiale.